# Francesco Bontempi
Francesco Bontempi ps. Lee Marrow (ur. 23 lipca 1957 roku w Marina di Carrara) – włoski didżej, piosenkarz i producent muzyczny.
Znany z takich utworów jak: „Shanghai”, „Sayonara (Don’t Stop)” oraz „Pain”. Był producentem dwóch pierwszych albumów włoskiej formacji muzyki eurodance Corona.

## Albumy
- 1990: The Album
- 1995: The Best of Lee Marrow
- 1998: Best of Lee Marrow

## Single
- 1985: Shanghai
- 1985: Shanghai (Remix)
- 1985: Sayonara (Don’t Stop …)
- 1985: Cannibals (Baa-Boù – Baa Boù)
- 1986: Mr. Fantasy
- 1987: Don’t Stop the Music
- 1989: Pain
- 1989: Lot to Learn
- 1990: Movin’
- 1990: Do You Want Me (feat. Lipstick)
- 1990: Movin’ / Pain (Remixes)
- 1990: Pain / Lot to Learn
- 1990: To Go Crazy (In the 20th Century)
- 1991: The 12" Collection EP
- 1991: Da Da Da (Dance to the House)
- 1992: I Want Your Love (feat. Charme)
- 1993: Baby, I Need Your Love (feat. Ce Ce Houston)
- 1993: Try Me Out
- 1993: Biggest Dick (& the Love Tools)